# 석질구립운석
석질구립운석(Enstatite chondrites)은 보통 E형 콘드라이트(E-type chondrites)로 줄여 부르며, 지구에 떨어지는 구립운석 중 2%가량밖에 되지 않는 희귀한 운석이다. 현재까지 발견된 석질구립운석은 200개가량이다.

## 기원
석질구립운석은 포함된 철 대분이 산화물 대신 황화물이나 금속 자체로 존재해, 환원 반응이 가장 크게 일어난 암석으로 분류된다. 분광 분석을 통해 소행성 16 프시케가 기원 천체로 추정되고 있다.

## 구성

툴루즈 박물관의 석질구립운석인 생 소뵈르 운석.

다른 구립운석과 다르게 석질구립운석 속 광물에는 산화 철이 거의 존재하지 않아, 규산암 중 가장 산소가 적다. 기존에는 "말라 있는" 운석으로 여겨졌지만, 최근 연구로는 석질구립운석이 지구에 전달한 수소는 지구 물의 3배가량을 만들 수 있는 양으로 추정된다. 석질구립운석에 포함된 철은 모두 금속질 철-니켈 및 황화 철 광물의 형태로 존재한다. 석질구립운석에는 극단적인 환원 환경에서만 생성될 수 있는 광물이 여럿 존재하는데, 대표적으로 올다마이트(CaS), 니닝게라이트(MgS), 페리이테(Fe-Ni 규화물), 염기성 황화물(저피셔라이트, 카스웰실버라이트)이 있다. 망 형태의 물질 구조는 드물며 내화물은 거의 내포되어 있지 않다. 화학적으로 내화 친석 원소의 비율은 매우 낮다. 산소의 동위원소 구성은 탄질과 정상구립운석의 중간 쯤으로, 지구나 달에 존재하는 암석과 비슷하다.
산소가 적다는 점을 통해 석질구립운석이 태양계 형성 당시 태양계 성운 중심부, 수성 궤도 안쪽에서 형성되었을 가능성을 보여준다. 석질구립운석 다수는 모천체에서 열로 인한 변성 작용을 겪었다.

## 하위 분류
석질구립운석은 크게 두 분류로 나뉜다.
- EH (high-iron, 철의 함량 높음): 약 0.2 mm가량의 콘드률로 이루어져 있으며, 규소에 대한 친철 원소 비율이 높다. 전체 운석의 10% 이상이 철가루로 이루어져 있다. 철-니켈 금속에 규소가 3%가량 포함되어 있다.
- EL (low-iron, 철의 함량 낮음): 더 큰 크기의 콘드률(0.5 mm 이상)로 이루어져 있으며, 규소에 대한 친철 원소 비율이 낮다. 철-니켈 금속에 규소가 1%가량 포함되어 있다.

## 최대
가장 큰 석질구립운석은 1952년 앨버타주 아베(Abee)에 낙하한 운석으로, 무게는 107 kg 정도이며 밭에 떨어졌을 때 지름 0.7 m, 깊이 1.5 m의 구덩이를 만들었다. 충돌 속도와 각도를 분석한 결과 운석의 기존 궤도는 비교적 느린 저경사 궤도로, 근일점은 0.95 AU, 원일점은 2.74 AU가량으로 추산하고 있다. 아베 운석은 모천체에서 떨어져 나올 때 충돌의 충격으로 잠시 녹았다 재결정화가 이루어진 각력암으로 분류된다. 아베 운석은 캐나다 지질 조사에서 수거하여, 로열 온타리오 박물관에서 보관 중이다.
로제타, 유럽 남방 천문대의 신기술 망원경, NASA 적외선 망원경 시설, 스피처 우주망원경의 관측 결과, 소행성대에서 가장 큰 석질구립운석 천체는 지름 약 100 km인 21 루테티아로 추정된다.

## 같이 보기
- 구립운석
- 운석